# Cyrtandra lobbii
Cyrtandra lobbii är en tvåhjärtbladig växtart som beskrevs av Charles Baron Clarke. Cyrtandra lobbii ingår i släktet Cyrtandra och familjen Gesneriaceae. Inga underarter finns listade i Catalogue of Life.